# Champions de France de natation du 1 000 m nage libre en mer
| Championnats | Championnats | 1 000 m nage libre en mer messieurs | 1 000 m nage libre en mer messieurs | 1 000 m nage libre en mer messieurs | 1 000 m nage libre en mer messieurs | 1 000 m nage libre en mer messieurs |
| ------------ | ------------ | ----------------------------------- | ----------------------------------- | ----------------------------------- | ----------------------------------- | ----------------------------------- |
| 1910         |              | Marcel Pernot                       |                                     |                                     | Libellule de Paris                  |                                     |
| 1911         |              | non disputé                         |                                     |                                     | FVC Nice                            | 7 min 07 s 4                        |
| 1912         |              | Marcel Pernot                       |                                     |                                     | Libellule de Paris                  | 15 min 43 s 0                       |